# Friedrich-Elvers-Schule
Die Friedrich-Elvers-Schule ist ein Förderzentrum mit dem Förderschwerpunkt Lernen im Kreis Dithmarschen. Sie hat ihren Hauptsitz in Heide/Holstein sowie Standorte in Hennstedt, Lunden, Tellingstedt, Wesselburen und am Westküstenklinikum in Heide.
Der Friedrich-Elvers-Schule ist die Schulstation, ein kooperatives, schulisches und sozialpädagogisches Angebot der Friedrich-Elvers-Schule, dem Jugendaufbauwerk Dithmarschen und dem Kreis Dithmarschen angegliedert.

## Zur Schule
Benannt ist sie nach dem Heider Kaufmann und Kirchspielbevollmächtigten Jacob Friedrich Elvers. Die Friedrich-Elvers-Schule hat eigene sonderpädagogische Lerngruppen an den Standorten Heide, Hennstedt und Wesselburen. Das Förderzentrum Lernen ist außerdem in der Integration und Prävention in Kindertagesstätten, Regel- und Berufsschulen in Norderdithmarschen tätig.
Die Integrationsquote im Einzugsbereich der Schule liegt bei über 80 %  und damit über dem Landesdurchschnitt von 67,2 % im Schuljahr 2015/16. Die Quote der Kinder und Jugendlichen mit sonderpädagogischem Förderbedarf im Kreis Dithmarschen ist dabei ungefähr doppelt so hoch wie im Landesdurchschnitt.

### Geschichte
Die Friedrich-Elvers-Schule wurde 1952 als erste eigenständige Sonderschule in Schleswig-Holstein gegründet. Der Sonderschule Friedrich-Elvers-Schule wurde 1994 ein Grundschulzug angegliedert. Die Förderschule Lunden wurde 2000 an die Friedrich-Elvers-Schule angegliedert. Die Ratsversammlung der Stadt Heide stimmte 2004 der organisatorischen Angliederung des Unterrichtsbereichs der Tagesklinik für Psychiatrie und Psychotherapie des Kindes- und Jugendalters am Westküstenklinikum Heide zu. Die Telse-von-Kampen-Schule wurde 2007 an die Friedrich-Elvers-Schule angegliedert. 2007 beschloss die Ratsversammlung der Stadt Heide den Grundschulzug der Friedrich-Elvers-Schule auslaufen zu lassen. Die Förderschule Tellingstedt mit Außenstelle Hennstedt wurde 2008 an die Friedrich-Elvers-Schule angegliedert. Die Klasse für Erziehungshilfe der Friedrich-Elvers-Schule wurde 2014 aufgelöst. Die Durchgangsklasse Nord in der Friedrich-Elvers-Schule wurde 2017 geschlossen.

### Projekte
Die Friedrich-Elvers-Schule wurde am 16. Januar 2015 als erstes Förderzentrum in Schleswig-Holstein zur Europaschule ernannt.
Das erste europäische Comenius-Projekt wurde 1999 bis 2002 mit den Ländern Österreich, Belgien, Frankreich, Holland und Spanien durchgeführt. Bis heute folgten Comenius- und Erasmus-Projekte (Projekt „Create EU“ 2009–2011, Projekt „Motivate us“ 2011–2015, Projekt „Learning form one another in Europe. Inclusive Education in SH“ 2017) sowie Fortbildungen und Schulpartnerschaften mit und in den Ländern Polen, Norwegen, Rumänien, Dänemark, Zypern, Italien, Weißrussland, Großbritannien, Schweden und der Schweiz.